# فرانز باومان (مهندس معماري)
فرانز باومان (بالألمانية: Franz Baumann)‏ (و. 1892 – 1974 م) هو مهندس معماري نمساوي، ولد في إنسبروك، توفي في إنسبروك، عن عمر يناهز 82 عاماً.